# 小行星8537
小行星8537（8537 Billochbull）是一颗绕太阳运转的小行星，为主小行星带小行星。该小行星于1993年3月21日发现。

## 轨道参数
小行星8537的轨道半长轴为3.0422092 UA，离心率为0.096。